# 瀧田貞治
瀧田 貞治（たきた ていじ、1901年8月14日 - 1946年1月26日）は、日本の国文学者。専門は近世文学、演劇史、俳諧史。

## 人物
栃木県那須郡佐久山町（現・大田原市）出身。旧制大田原中学校から第四高等学校を経て1927年（昭和2年）、東京帝国大学文学部国文学科を卒業し、元禄歌舞伎研究のため大学院に進学したのち、1928年（昭和3年）に第六高等学校教授となる。1929年（昭和4年）より台北帝国大学助教授。1942年（昭和17年）には井原西鶴の研究団体である「西鶴学会」を組織し、年2回刊行の学術雑誌『西鶴研究』の編集に当たった。『西鶴研究』は1942年6月から1943年（昭和18年）12月まで4冊を刊行したが、第5冊の校正中、1945年（昭和20年）5月の台北大空襲によって原版が焼失し、発行不能となった。
1946年（昭和21年）1月26日、台北で病死。
『西鶴研究』第5冊は、ゲラ刷が1部のみ焼失をまぬがれて残っていたものを、瀧田の妻が日本に持ち帰った。これが久松潜一の仲介により、「古典文庫」を発行していた国文学者の吉田幸一のもとに持ち込まれ、吉田の手により『西鶴研究』が復刊されることになった（年1冊刊、10冊を刊行し1957年に終刊）。

### 森鴎外と瀧田
森鴎外の長男森於菟の随筆『砂に書かれた記録 29』（『父親としての森鴎外』所収）に瀧田と鴎外について言及がある。
「私（森於菟）の台北在住の末期に近く、元台北帝国大学文政学部助教授滝田貞治氏所蔵の魯山文庫がその逝去後、未亡人の特志と、文政学部長であった峰人矢野禾積（かづみ）博士の尽力により、私に譲られる事になった。その全部が現在（鴎外）記念館に納入してある。滝田さんは熱心な西鶴研究家で、また以前から鴎外に関する書物、筆蹟などの蒐集家として有名であった。魯山文庫はみな立派に保存されている。ことに原稿は見事に装幀製本され、中には入沢達吉、太田正雄（木下杢太郎）両博士のごとき鴎外に縁故の深い名家の題簽をつけたものもある」と述べ、そのあと記念館に保存されている原稿が10項目列記されている。

## 著書

### 研究書
- 『鴎外書志』編著　臺灣愛書會(臺灣總督府圖書館内)1933　国書刊行会 1976
- 『漱石文献展観目録』私家版、1932年
- 『浄瑠璃文学新選』春陽堂、1933年
- 『仏学始祖村上英俊』巌松堂、1934年
- 『逍遙書志』編）米山堂、1937年
- 『西鶴襍俎』厳松堂、1937年
- 『西鶴襍藁』野田書房、1941年
- 『西鶴の書誌学的研究』野田書房 1941　白帝社 1965
- 『伝統演劇瑣談』書物展望社、1943年

### 校訂
- 『浄瑠璃文学新選』編 春陽堂 1933
- 『西鶴俳諧叢書 石車 俳諧』編著 台湾三省堂 1943
- 『桜千句 大坂衆』編者 台湾三省堂 西鶴俳諧叢書 1943
- 片岡旨恕撰『難波風』校 台湾三省堂 西鶴俳諧叢書 1944

### 俳諧本復刻
解題を担当
- 『古今俳諧女歌仙』野田書房
- 『難波の皃は伊勢の白粉』野田書房
- 『桜千句』台湾三省堂
- 『俳諧百車』台湾三省堂
- 『難波風』台湾三省堂